# فتالیمید
فتالیمید (به انگلیسی: Phthalimide) یک ترکیب شیمیایی با شناسه پاب‌کم ۶۸۰۹ است. شکل ظاهری این ترکیب، جامد سفید است.کاربرد اصلی فتالیمید در تولید گابریل است و فتالیمید از واکنش مواد دارای آمونیاک مانند اوره، آمونیوم کربنات و با گرم کردن آمونیوم هیدروکسید یا خود آن به صورت گازی با فتالیک انیدرید تولید می شود.
از این ماده در تولید مواد شیمیایی دیگر از جمله ساخارین و آنتراآنیلیک اسید (۲- آمینوبنزوییک اسید) و تالیدومید استفاده می شود.

## تولید
از واکنش مواد دارای آمونیاک مانند اوره، آمونیوم کربنات و با گرم کردن آمونیوم هیدروکسید یا خود آن به صورت گازی با فتالیک انیدرید تولید می شود.

## استفاده
در سنتز گابریل که آمین های نوع اول تولید می گردد از فتالیمید استفاده می گردد :